# Siméon (Bible)
Pour les articles homonymes, voir Siméon.
Siméon ou Shim'on (en hébreu: שמעון) est le deuxième des douze fils de Jacob et de Léa dans la Genèse. Siméon meurt âgé de 120 ans la même année où Joseph meurt. 

## Récit biblique

### Siméon et ses fils
Siméon a pour fils Yemouël, Yamîn, Ohad, Yakîn et Tsohar=Zérah,,,.
Siméon adopte Shaoul fils de sa sœur Dinah conçu après son viol,.

### Siméon et sa sœur Dinah
Dinah est violée par Shechem fils de Hamor et pour se venger ses frères Siméon et Lévi tuent par surprise tous les hommes de la ville qui se remettent de leur circoncision, tuent Hamor et son fils Shechem et reprennent leur sœur Dinah, puis se livrent au pillage. Lévi tue Shechem puis Siméon tue Hamor. Jacob critique l'action de Siméon et de Lévi.
Après la mort de Shechem, Dinah retourne dans sa famille avec Siméon qui l'épouse,,, Dinah ensuite divorce de Siméon et devient la seconde femme de Job le Husite dont elle a sept fils et trois filles,,,.
Plus tard avant de mourir Jacob maudit la colère de Siméon et de Lévi.

### Siméon et son demi-frère Joseph
Un jour Jacob envoie son fils Joseph rejoindre ses frères qui font paître son petit bétail. Les frères de Joseph complotent pour le tuer et Siméon et Gad s'apprêtent à le tuer. Joseph se met alors derrière Zabulon et les supplie de ne pas le tuer. Ruben intervient et leur dit de ne pas le tuer mais de le jeter dans un puits, son intention étant de l'en retirer plus tard. Finalement Joseph est dévêtu de sa tunique et jeté dans un puits sans eau où il reste affamé pendant trois jours et trois nuits. Juda surveille le puits asséché pendant deux jours et deux nuits craignant que Siméon et Gad ne tuent Joseph. Zabulon est ensuite chargé de surveiller ce puits jusqu'à la vente de Joseph.
Juda propose de vendre Joseph à une caravane d'Ismaélites se rendant en Égypte. Des Madianites retirent Joseph du puits sans eau et il est vendu pour vingt pièces d'argent. Avant d'être vendu, Joseph est revêtu d'un vieux vêtement d'esclave. En réalité, Gad et Juda le vendent pour trente pièces d'or, en cachent dix et en montrent vingt à leurs frères. Siméon, Gad et six de leurs frères achètent des sandales. Ruben, parti chercher du nécessaire stocké à Dotham, n'est pas au courant de cette transaction et retourne au puits sans eau mais ne retrouve pas Joseph.
La tunique de Joseph est trempée dans le sang d'un bouc égorgé par Dan et portée à leur père Jacob par Nephtali. Jacob pense que son fils Joseph est mort dévoré par une bête sauvage et se montre inconsolable.
À la suite d'une famine les fils de Jacob, dont Siméon et sauf Benjamin, font un premier voyage pour acheter du blé en Égypte et sont mis en prison pendant trois jours. Ils sont libérés mais Joseph retient prisonnier Siméon et leur donne finalement du blé à emporter. Joseph exige qu'ils fassent venir à lui Benjamin pour libérer Siméon.
Lorsque Joseph, vendu à des caravaniers puis devenu vice-roi d'Égypte, envoie chercher Benjamin auprès de leur père, il garde Siméon en otage (selon certains commentaires, il sépare ainsi Siméon et Lévi pour éviter des réactions belliqueuses).
La famine continuant les fils de Jacob, dont Benjamin le plus jeune fils, font un deuxième voyage pour acheter du blé en Égypte. Siméon est libéré puis Joseph se fait reconnaître à ses frères qui retournent en Canaan avec de nombreux présents et apprennent à Jacob que Joseph est toujours vivant.
Jacob et toute sa descendance, dont Siméon, s'installent en Égypte,,.

### L'autre Siméon
Dans les Évangiles (Luc 2 : 25-35), un homme également nommé Siméon qui attendit toute sa vie la venue du Messie, a été averti qu'il ne mourrait pas avant de l'avoir vu. Lorsqu'il voit Jésus enfant, accompagné de ses parents, il le bénit et annonce à Marie les œuvres merveilleuses auxquelles l'enfant est destiné.

## À lire
- Luciani (Didier), Dina (Gn 34). Sexe, mensonges et idéaux, Bruxelles, Safran (éditions), coll. « Langues et cultures anciennes », 2009 (présentation en ligne)